# Hyalopsyche parsula
Hyalopsyche parsula är en nattsländeart som beskrevs av Martynov 1935. Hyalopsyche parsula ingår i släktet Hyalopsyche och familjen Dipseudopsidae. Inga underarter finns listade i Catalogue of Life.